# The Endless Knot
The Endless Knot è un singolo del gruppo musicale britannico Haken, pubblicato il 15 aprile 2016 come secondo estratto dal quarto album in studio Affinity.

## Descrizione
Penultima traccia dell'album, The Endless Knot è caratterizzato dalle sonorità tipiche degli Haken unite a elementi dance ed elettronici, mai impiegati in precedenza dal gruppo. Il testo, a detta del gruppo, esplora invece «le idee dell'istinto di sopravvivenza dell'essere umano e la forza dell'unione di fronte all'estinzione.»

## Promozione
L'11 aprile il gruppo ha reso disponibile un lyric video di The Endless Knot, pubblicato attraverso il canale YouTube della Inside Out Music e realizzato da Miles Skarin della Crystal Spotlight, curatore del video musicale di Initiate. Quattro giorni più tardi il singolo è stato pubblicato per il download digitale e contemporaneamente reso disponibile in streaming su Spotify.
L'8 giugno 2018 è stata pubblicata una versione eseguita dal vivo a Amsterdam, estratta come secondo singolo da L-1VE.

## Tracce
Testi e musiche degli Haken.
Download digitale
1. The Endless Knot – 5:50

Download digitale – L-1VE
1. The Endless Knot (Live in Amsterdam 2017) – 6:34

## Formazione
Hanno partecipato alle registrazioni, secondo le note di copertina di Affinity:
Gruppo
- Ross Jennings – voce
- Diego Tejeida – tastiera, sound design
- Richard Henshall – chitarra
- Charlie Griffiths – chitarra
- Conner Green – basso
- Ray Hearne – batteria

Produzione
- Haken – produzione
- Jens Bogren – missaggio, mastering
- Blacklake – artwork, design